# Picătura
Picătura (1988) (The Blob) este un film de groază cu monștri scris de Chuck Russell și Frank Darabont și regizat de Russell. Este o refacere a filmului din 1958 cu același nume, film în care interpreta Steve McQueen. În această refacere interpretează actorii Kevin Dillon, Shawnee Smith și Donovan Leitch.

## Povestea
Un „meteorit” se prăbușește lângă orașul Arborville, California; un bătrân aflat în trecere descoperă într-o sferă o substanță care arată ca o gelatină (Picătura) care i se lipește de mână. Trei liceeni, Brian Flagg, Meg Penny și Paul Taylor, îl găsesc pe acest om și observând în ce stare este îl duc la spitalul din oraș. După ce Brian pleacă, Paul observă că bătrânul trage să moară și cheamă medicul, dar este expus și el la Picătură și moare la fel ca bătrânul. Meg observă cum Paul este devorat de Picătură și încearcă să-l tragă afară din acea gelatină, dar rămâne doar cu mâna lui Paul.
Brian este acuzat de poliție că l-a ucis pe Paul, dar este eliberat din lipsă de dovezi. Meg îl urmărește și se întâlnesc la un restaurant unde îi spune ce a văzut. Brian nu o crede și o acuză că este drogată. Picătura înfundă chiuveta restaurantului și îl ucide pe un lucrător. Brian și Meg fug în camera frigorifică și observă că Picătura se teme de frig, câteva fragmente din Picătură transformându-se în cristale scânteietoare. Părintele Meeker intră în restaurant și vede un fragment înghețat din Picătură pe care-l pune într-un borcan. După ce îl consumă pe șeriful orașului și o mănâncă pe proprietara restaurantului care se afla într-o cabină telefonică încercând să sune șeriful, Picătura intră iar în canalizare. Meg și Brian se întorc la sediul poliției după șerif, dar secretara le spune că șeriful a plecat la locul de prăbușire a meteoritului. Cei doi descoperă acolo o operațiune militară care este condusă de un om de știință, Dr. Meddows, care a ordonat ca orașul să fie pus în carantină. Cei doi sunt puși într-un camion și duși în oraș, dar pe drum Brian evadează și fuge cu motocicleta sa. Meg este dusă în oraș unde tatăl ei îi spune că fratele ei mai mic, Kevin, lipsește. După ce află că s-a dus la un cinematograf din zonă, Meg se duce după el. Kevin și prietenul său, Eddie, tocmai urmăreau un film de groază când Picătura, care este din ce în ce mai mare, începe să se hrănească cu oamenii din jurul lor. Meg reușește să-i salveze pe Eddie și Kevin și încearcă să fugă prin canalizare.
Brian se strecoară lângă tabăra lui Meddows care tocmai vorbea cu asistentul său Jennings, astfel încât află că Picătura este o armă biologică experimentală creată în timpul Războiului Rece. Meddows cere planul orașului și cere să fie închise trei valve pentru ca Picătura să fie blocată în canalizare. Între timp Meg, Kevin și Eddie încearcă să iasă din canalizare, dar Eddie este prins și consumat, Kevin reușește să treacă printr-o mică deschizătură prin care Meg nu poate trece. În momentul când Picătura încearcă s-o prindă pe Meg este atacată de trei soldați astfel că se întoarce să-i atace pe aceștia. Brian apare și reușește să iasă la suprafață cu Meg trăgând cu o rachetă în gura de canalizare blocată cu roata unui camion la comanda lui Meddows. Pe stradă Meddows încearcă să-și convingă oamenii că cei doi sunt contaminați și să-i împuște, dar un tentacul al Picăturii îl prinde și-l ucide. După moartea conducătorului, militarii încep să tragă în Picătură, dar nu reușesc decât s-o enerveze mai tare. Picătura iese afară și începe să atace oamenii, făcându-se din ce în ce mai mare. În panica generală, părintele Meeker proclamă că a venit sfârșitul lumii, dar este ars pe față de un aruncător de flăcări. Brian atacă Picătura cu un camion care are o remorcă plină cu azot lichid, dar rămâne blocat la volan, până la urmă se salvează și Meg aruncă camionul în aer iar Picătura îngheață. Moss Woodley (Beau Billingslea) spune să se strângă repede cristalele care au rămas din Picătură și să le ducă într-o cameră frigorifică înainte ca să apară razele Soarelui.
În scena de final părintele Meeker, cu fața pe jumătate desfigurată de flăcări, a înnebunit și ține predici despre Ziua Judecății. După ce termină slujba, o femeie îl întreabă când va vei timpul judecății, iar Meeker îi răspune „Curând... doamnă... curând... Dumnezeu îmi va da un semn” ținând în mână borcanul în care se afla un fragment din Picătură care se mișcă încet.

## Distribuția
- Kevin Dillon este Brian Flagg
- Shawnee Smith este Megan „Meg” Penny
- Donovan Leitch este Paulinus „Paul” Taylor
- Jeffrey DeMunn este Șerif Herbert „Herb” Geller
- Candy Clark este Francine „Fran” Hewitt
- Joe Seneca este Dr. Christopher Meddows
- Del Close este Reverend Jacob Meeker
- Paul McCrane este Ajutorul de șerif William „Bill” Briggs
- Beau Billingslea este Moss Woodley
- Douglas Emerson este Edison „Eddie” Beckner
- Jamison Newlander este Anthony Beckner
- Art LaFleur este Mr. Penny
- Sharon Spelman este Mrs. Penny
- Billy Beck este Omul fără casă
- Bill Moseley este Soldatul
- Erika Eleniak este Victoria „Vicki” De Soto
- Robert Axelrod este Jennings
- Ricky Paull Goldin este Prescott „Scott” Jeske
- Frank Collison este Hobbs
- Michael Kenworthy este Kevin Penny
- Jack Rader este Col. Hargis

## Producția
Scenaristul Frank Darabont s-a întâlnit prima oară cu Chuck Russell în 1981, în timp ce lucra ca producător asistent la filmul Hell Night. Înainte să lucreze împreună la Picătura , cei doi au mai colaborat la scenariul filmului de groază A Nightmare on Elm Street 3: Dream Warriors.
Actorul Del Close a fost în mod neașteptat disponibil pentru audițiile date la acest film în New York în momentul în care Russell organiza audiții în acest oraș. Din întâmplare, Close tocmai scrisese recent o povestire despre o astfel de Picătură pentru antologia horror Wasteland (DC Comics), în timp ce Russell a văzut doar un singur exemplu al muncii lui Close, în timpul zborului său către New York vizionând filmul Incoruptibilii de Brian De Palma. Close realizase în trecut cascadorii cu foc astfel încât a fost angajat să realizeze câteva scene de acest fel în film. El a slăbit foarte mult, de asemenea, la cererea lui Russell, în timpul realizării filmului.
Producția a început la 11 ianuarie, membrii echipei de filmare și actorii, în total cca. 150 de persoane, au stat la hotelul Travelodge din Abbeville, Louisiana. Datorită faptului că multe filmări s-au realizat pe timp de noapte, ei au dormit adesea ziua. La sfârșitul fiecărei zile, aceștia vizionau în hotel secvențele filmate și mâncau langustă, o delicatesă culinară foarte populară în bucătăria locală.
Efectele speciale ale filmului au fost realizate de Tony Gardner. Gardner inițial trebuia să se ocupe doar de câteva mici efecte, dar după schimbările care au avut loc în cadrul personalului a ajuns să conducă o echipă de 33 de persoane, inclusiv pe artistul Chet Zar și designer-ul de efecte speciale mecanice Bill Sturgeon. Pentru machiajul lui Close (reverendul Meeker) a fost nevoie de un timp mai mare de pregătiri - cinci ore și jumătate pentru scenele în care Meeker ia foc, și șapte ore și jumătate pentru scenele în care Meeker s-a vindecat și are cicatrici pe față.

## Distribuția
Filmul a fost lansate în cinematografele americane de către TriStar Pictures în august 1988, având încasări de 8.247.943 $ la box office.

## Recepția
Picătura a beneficiat de recenzii împărțite din partea criticilor, în acest moment are un scor de 59% pe Rotten Tomatoes, cu o notă medie de 5,8/10.

## Lansare pe DVD
Filmul a fost distribuit pe DVD în Statele Unite de către Sony Pictures Home Entertainment în 2001.